# Cash Value Added
Der Cash Value Added (CVA) oder Unterschieds-Brutto-Cashflow (UBCF) ist eine Residualgewinngröße auf der Basis des Cash Flow Return on Investment (CFROI). Eine Variation des CVA ist der Economic Value Added von Stern Stewart & Co.

## Berechnung
Der CVA kann auf zwei unterschiedlichen Wegen berechnet werden. Dabei ist (1) die allgemeinere Form, während (2) eine Modifizierung ist für den Fall, dass der CFROI nach der Variante II berechnet wird.
(1) CVA = (CFROI – wacc ) {\displaystyle \cdot } BIB
oder
(2) CVA = BCF – ÖA – (wacc {\displaystyle \cdot } BIB)
BCF – Bruttocashflow
BIB – Bruttoinvestitionsbasis
CFROI – Cash Flow Return on Investment
wacc – weighted average cost of capital
ÖA – Ökonomische Abschreibung
- Der Bruttocashflow (BCF) soll die Ertragskraft des Unternehmens abbilden, weniger aber die Finanzkraft. Die Berechnung erfolgt retrograd, d. h. der Cash-Flow wird aus den Zahlen der Bilanz abgeleitet, da die wahren Cash-Flows im Allgemeinen nicht vorliegen. Die Bereinigung des Gewinns erfolgt nach dem Schema der Deutschen Vereinigung für Finanzanalyse/Schmalenbachgesellschaft (DVFA/SG).

- Die Bruttoinvestitionsbasis (BIB) ist das bis zu einem Stichtag in ein Unternehmen investierte Kapital, d. h. nicht verzinsliches Fremdkapital ist nicht Bestandteil der Größe. Die BIB setzt sich aus planmäßig abschreibbaren Aktiva und nicht planmäßig abschreibbaren Aktiva zusammen. Für nicht abschreibbare Aktiva werden die Buchwerte als Basis verwendet.
  - Das nicht verzinsliche Fremdkapital fällt aus der BIB heraus. Die Berechnung anhand der Bilanzdaten gestaltet sich dabei schwierig, da eine Aufschlüsselung nicht erfolgt. Daher wird vereinfachend angenommen, dass Verbindlichkeiten gegenüber Lieferanten, Anzahlungen von Kunden und Steuerverbindlichkeiten unverzinslich sind.

- Die Ökonomischen Abschreibungen (ÖA) sind der Betrag, der nötig ist, um zukünftige Ersatzinvestitionen zu tätigen. Der Betrag ist, ceteris paribus, kleiner als die handels- oder steuerrechtlichen Abschreibungen, da der Betrag mitverzinst wird.
  - Berechnung der ÖA erfolgt durch: ÖA = {\displaystyle {\frac {wacc\cdot (1+wacc)^{n}}{(1+wacc)^{n}-1}}\cdot } Abschreibbare Aktiva

## Bewertung
Sobald der CFROI größer ist als der Gesamtkapitalkostensatz (wacc), wird eine Wertsteigerung erreicht (siehe Formel (1)). Die Cashflow-Basierung vermeidet dabei weitgehend die Einflüsse der Bilanzpolitik. Bei der Verwendung des CFROI II als Grundlage stimmt die Abzinsung der Cashflows mit der Diskontierung der Übergewinngrößen überein, wodurch das Preinreich-Lücke-Theorem erfüllt ist. Die Verwendung des CFROI als Grundlage bringt natürlich alle Kritikpunkte an diesem Konzept mit sich. Eine Manipulation ist bei der Ermittlung der Kapitalkosten über den WACC-Ansatz möglich. Nicht berücksichtigt werden beim CVA die immateriellen Vermögensgegenstände.

## Kritik
Es wird angeführt, dass die angestrebte Korrelation zwischen CVA und Shareholder Value nur äußerst gering ist und das Konzept daher ungeeignet sei, Wertschöpfung zu ermitteln.